# Ford Econovan
Le Ford Econovan est un fourgon produit par Ford de 1983 à 2010. Il est basé sur le Mazda Bongo.